# Chlomatianá
Chlomatianá (Chlomatiana) är en ort i Grekland.   Den ligger i prefekturen Nomós Kerkýras och regionen Joniska öarna, i den västra delen av landet, 400 km väster om huvudstaden Aten. Chlomatianá ligger 113 meter över havet och antalet invånare är 347. Den ligger på ön Korfu.
Terrängen runt Chlomatianá är kuperad norrut, men åt sydväst är den platt. Havet är nära Chlomatianá söderut. Runt Chlomatianá är det ganska tätbefolkat, med 104 invånare per kvadratkilometer. Närmaste större samhälle är Korfu, 17,6 km norr om Chlomatianá. I omgivningarna runt Chlomatianá växer i huvudsak blandskog.